# Cytheropteron rectocostum
Cytheropteron rectocostum is een mosselkreeftjessoort uit de familie van de Cytheruridae. De wetenschappelijke naam van de soort is voor het eerst geldig gepubliceerd in 1995 door Zhou.